# Chajianbu
Chajianbu (kinesiska: 岔尖堡乡, 岔尖堡) är en socken i Kina. Den ligger i provinsen Shandong, i den östra delen av landet, omkring 180 kilometer nordost om provinshuvudstaden Jinan.
Genomsnittlig årsnederbörd är 692 millimeter. Den regnigaste månaden är juli, med i genomsnitt 239 mm nederbörd, och den torraste är januari, med 6 mm nederbörd.